# Dona Drake
Dona Drake, auch Rita Rio, (* 15. November 1914 als Eunice Westmoreland in Miami, Florida; † 20. Juni 1989 in Los Angeles) war eine US-amerikanische Filmschauspielerin der 1940er und 1950er Jahre sowie Sängerin, Tänzerin und Bandleaderin.

## Leben
Sie leitete in den 1930er Jahren als Rita Rio ein Frauen-Orchester und eine Frauen-Gesangsgruppe („The Girl Friends“). Mit ihrem All Girl Orchestra tourte sie 1940 in den USA. 1938 entgegnete sie bestimmt, wenn auch in moderatem Ton, in Down Beat auf einen frauenfeindlichen Artikel eines anonymen Kritikers (Why woman musicians are inferior).
Als Schauspielerin aktiv seit Mitte der 1930er Jahre benutzte sie verschiedene Künstlernamen, anfangs z. B. Rita Rio, Una Velon und Rita Shaw, ab Anfang der 1940er Jahre den Namen Dona Drake. In Filmen spielte sie meist Südseeinsulanerinnen, Araberinnen, Indianerinnen oder Latina-Rollen und verbreitete in ihren Filmbiografien, dass sie mexikanischen Ursprungs sei (Geburtsname Rita Novello, wobei Novello der Geburtsname ihrer Mutter war).
Als Rita Rio hatte sie eine größere Rolle in dem Film Strike me pink (1936) von Norman Taurog mit Eddie Cantor, in dem sie eine Schlangentanz-Nummer hat.
Sie spielte zum Beispiel ein arabisches Mädchen in Der Weg nach Marokko mit Bob Hope (1942) und die indianische Dienerin von Bette Davis in Der Stachel des Bösen (1949).
Bis 1955 spielte sie in mehr als 30 Film- und Fernsehproduktionen mit. Zuletzt absolvierte sie Auftritte in verschiedenen Fernsehserien.
Sie war seit 1944 mit William Travilla verheiratet und hatte ein Kind.

## Filmografie (Auswahl)
- 1941: Aloma, die Tochter der Südsee (Aloma of the South Seas)
- 1941: Louisiana Purchase
- 1942: Der Weg nach Marokko (Road to Morocco)
- 1948: Aus dem Dunkel des Waldes (Another Part of the Forest)
- 1948: Das ist also New York (So This is New York)
- 1949: Banditen am Scheideweg (The Doolins of Oklahoma)
- 1949: Venus am Strand (The Girl from Jones Beach)
- 1949: Der Stachel des Bösen (Beyond the Forest)
- 1950: Liebe unter schwarzen Segeln (Fortunes of Captain Blood)
- 1951: Valentino – Liebling der Frauen (Valentino)
- 1952: Banditen von Korsika (The Bandits of Corsica)
- 1952: Der vierte Mann (Kansas City Confidential)
- 1954: Prinzessin vom Nil (Princess of the Nile)